# Consolat General de Geòrgia a Barcelona
El Consolat General de Geòrgia a Barcelona és la missió diplomàtica de Geòrgia a la ciutat de Barcelona. La seva seu és al número 7 del passeig de Gràcia, al districte de l'Eixample de Barcelona. D'ençà de l'1 de juliol de 2021, el cònsol general és Alexander Chkuaseli.
El consolat es va fundar l'any 2010 i l'estiu de 2021 es va ascendir a Consolat General canviant la seu consolar a l'actual adreça. La seva jurisdicció abasta Catalunya, les Illes Balears, el País Valencià, Aragó, Navarra, el País Basc, Cantàbria i Astúries.